# Czechowizna
Czechowizna – wieś w Polsce położona w województwie podlaskim, w powiecie monieckim, w gminie Knyszyn. 
| SIMC    | Nazwa   | Rodzaj  |
| ------- | ------- | ------- |
| 0031986 | Lewonie | kolonia |

Wieś królewska (sioło) Czechowszczyzna, należąca do wójtostwa chrabołowskiego starostwa knyszyńskiego w 1602 roku. Ciechowizna położona była w 1795 roku w ziemi bielskiej województwa podlaskiego. W latach 1975–1998 miejscowość administracyjnie należała do województwa białostockiego.
Przez wieś przepływa rzeka Nereśl. Miejscowość położona w pobliżu Jeziora Zygmunta Augusta.
Wierni kościoła rzymskokatolickiego należą do parafii św. Jana Apostoła i Ewangelisty w Knyszynie.
W miejscowości jest przystanek kolejowy Czechowizna.

## linki zewnętrzne
- Czechowizna (1), [w:] Słownik geograficzny Królestwa Polskiego, t. XV, cz. 1: Abablewo – Januszowo, Warszawa 1900, s. 357.